# Ярополк Ярославич
Ярополк (в крещении Гавриил) Ярославич (ум. после 1212) — князь из черниговских Ольговичей, князь новгородский (1197). Сын Ярослава черниговского и его жены Ирины.
Дважды упоминается в летописях. В 1197 году в связи с княжением в Новгороде и в 1212 году, когда он вместе с братом Ростиславом был захвачен в Вышгороде во время похода смоленских князей против Всеволода Чермного. При этом летописью назван хотя и братом Ростислава, но при этом внуком Ольговым.
Жену Ярополка звали Василиса, известен их сын Всеволод, признаваемый большинством историков черниговским князем (1246—1261). По действовавшему порядку наследования престола, Всеволод мог княжить в Чернигове, только если там княжил его отец, а Ярополк мог бы там княжить только после всех Святославичей (последний из них Мстислав погиб на Калке в 1223 году) и до Константина (если он существовал; по версии Горского А. А., княжил в Чернигове в 1223—1226) и Давыда Ольговичей и Михаила Всеволодовича (с 1226 года). Однако, Ярополк не считается черниговским князем в какой-либо период. Зотов Р. В. и Келембет С. Н., объясняют черниговское княжение его сына Всеволода отсутствием института изгойства у Ольговичей.